# 电刷

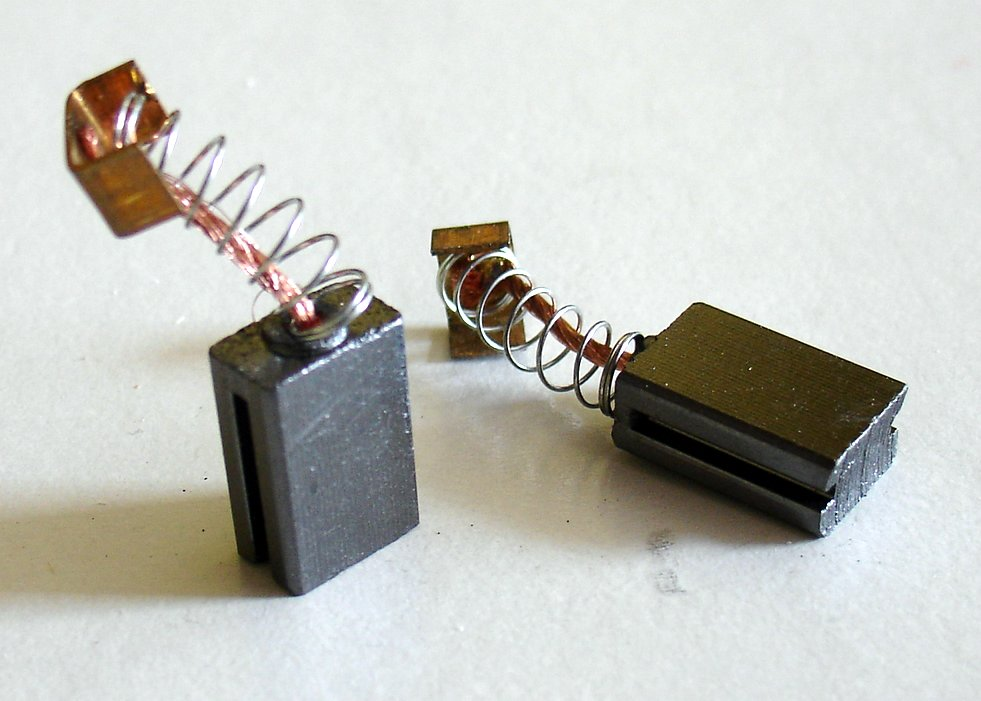
一對碳刷

电刷（Brush）是电机的重要组成元件，负责在旋转部件与静止部件之间传导电流。因多用石墨制成，故又称碳刷。
电刷多装配于换向器或滑环，是滑动型接触体。需有光滑、耐磨、导电性良好等特性。根據不同的應用，除了一些只有部分是金屬部件（銅、銀、鉬）、其他都是大部分或完全由金屬製成。實際使用中，一個滑環通常配最少兩個電刷，避免因單個電刷接觸不良而變成斷路。